# Szewczyk Dratewka
Szewczyk Dratewka – tytuł baśni Janiny Porazińskiej opartej na podaniach ludowych. Baśń opublikowana została po raz pierwszy w 1961 roku w zbiorze Czarodziejska księga, a w 1973 roku jako samodzielna publikacja. 
Tytułowy szewczyk, dzięki pomocy przyjaciół, wykonał prace zlecone przez złą czarownicę i uwolnił więzioną przez nią dziewczynę. Baśń Szewczyk Dratewka należy do najczęściej publikowanych utworów Janiny Porazińskiej.

## Zarys treści
Dratewka był młodym i ubogim szewcem. Nie miał warsztatu, lecz wędrował po świecie i łatał stare obuwie. Miał jednak dobre serce. Pomagał każdemu stworzeniu spotkanemu na drodze. Kiedy zobaczył mrowisko, rozkopane przez niedźwiedzia, pomógł mrówkom je naprawić. Kiedy ujrzał zniszczoną pasiekę, także pomógł pszczołom doprowadzić ją do porządku. Z dzikimi kaczkami spotkanymi na stawie podzielił się chlebem. Wdzięczne zwierzęta obiecały mu pomoc, kiedy znajdzie się w potrzebie, jednak szewczyk zlekceważył ich obietnice, gdyż nie wierzył, że mogą one być pomocne w czymkolwiek. 
Pewnego dnia doszedł do krainy, gdzie był wielki zamek. Okazało się, że mieszkała w nim zła czarownica. Dratewka dowiedział się od miejscowych, że więzi ona piękną dziewczynę. Wielu śmiałków próbowało ją uwolnić, ale wszyscy ginęli z rąk czarownicy. Dratewka postanowił spróbować pomóc pannie. Zapukał do drzwi zamku czarownicy i zażądał uwolnienia dziewczyny, oświadczając, że pragnie ją poślubić. Czarownica odpowiedziała, że uwolni pannę, jeśli szewczyk wykona dwie prace, które mu zleci i rozwiąże jedną zagadkę. Jeśli zaś nie podoła zadaniom, których się podejmie – straci głowę. Dratewka zaakceptował te warunki. 
Najpierw czarownica zaprowadziła go do komnaty i pokazała szewczykowi worek piasku zmieszanego z makiem, kazała mu to rozdzielić do rana, inaczej groziła śmiercią. Dratewka posmutniał, gdyż nie był w stanie tego dokonać. Jednak wtedy przyszły do niego mrówki, którym kiedyś pomógł. Z ich pomocą praca została szybko wykonana.
Kolejnym zadaniem było znalezienie złotego kluczyka, zgubionego w stawie – Dratewka dokonał tego dzięki pomocy kaczek, z którymi kiedyś dzielił się chlebem.
Na koniec czarownica zaprowadziła go do komnaty, w której siedziało dziewięć panien. Wszystkie były jednakowo biało ubrane i miały zasłonięte głowy. Wiedźma kazała mu zgadnąć, która z nich to więziona panna. Dratewka nie miał pojęcia, ale z pomocą przyszli mu jego dawni przyjaciele – pszczoły, które wleciały przez okna i zaczęły krążyć wokół jednej z panien. Tę właśnie Dratewka wskazał. Wówczas czarownica zmieniła się w ptaka i odleciała, a uratowana panna rzuciła mu się na szyję, dziękując za ocalenie z niewoli. Oboje pobrali się i zamieszkali w zamku czarownicy.

## Cechy literackie utworu
Literackość języka Janina Porazińska osiągnęła przez zastosowanie środków stylistycznych tworzących szczególną atmosferę baśni. Pisarka prowadziła do tekstu neologizmy (mrówcowa matka), archaizmy (np. sumuje, skórzniaki), typowe dla folkloru zdrobnienia (np. jednakowiuteńkie, północek), a także zastosowała liczby uchodzące w tradycji ludowej za magiczne (siedemset siedemdziesiąt siedem schodów, siedmioro drzwi). Utwór urozmaicają wierszowane dialogi.

## Korzenie ludowe
Szewczyk Dratewka jest postacią o rodowodzie ludowym, jednak w wersjach oralnych jest to postać bezimienna. Baśń Porazińskiej wykazuje duże podobieństwo do dwóch tekstów zapisanych przez Oskara Kolberga pod tym samym tytułem O szewczyku, zamieszczonych w dwóch tomach jego dzieła Lud: w tomie Lubelskie i w tomie Krakowskie.
Główny bohater obu tych tekstów jest bezimiennym młodym szewcem wyrzuconym z domu lub wysłanym w świat przez ojca-szewca. Porazińska nadała mu imię Szewczyk Dratewka od jego zawodu i narzędzia pracy (dratwa). Kolbergowskich szewców i Dratewkę Porazińskiej łączą również cechy charakteru, takie jak dobroć i odwaga, oraz ubóstwo, ponieważ każdy z nich wyrusza w podróż z kilkoma bochenkami lub kromkami chleba w torbie.
Baśń Porazińskiej wykazuje dużą zbieżność z oralnymi wariantami. Podobnie jak szewcy z ludowych wersji, Dratewka idzie przez las, gdzie naprawia zniszczone mrowisko, reperuje zniszczone ule lub barcie, a na koniec spostrzega uciekające przed nim kaczki i dzieli się z nimi chlebem. Porazińska wzbogaciła fabułę o rozmowę Szewczyka ze wszystkimi spotkanymi zwierzętami, które zapewniają go o pomocy w kryzysowej sytuacji. Poza tym różnice w przebiegu spotkań bohatera ze zwierzętami są niewielkie w stosunku do wariantów utrwalonych przez Kolberga, np. w bajce z Lubelskiego szewczyk nakruszył mrówkom trochę chleba i zasnął, w bajce z Krakowskiego odpoczął i ruszył w dalszą drogę, zaś w baśni Porazińskiej pokłonił się mrówkom i poszedł dalej.
Postać o imieniu Szewczyk Dratewka jest też bohaterem utworu dramatycznego Marii Kownackiej Bajowe bajeczki i świerszczowe skrzypeczki, czyli o straszliwym smoku i dzielnym szewczyku, prześlicznej królewnie i królu Gwoździku opublikowanego w 1935 roku. Jednak szewczyk z utworu Kownackiej podstępem pokonuje smoka, a nie czarownicę, co pozwala identyfikować go raczej z szewcem Skubą.
Utwór satyryczny Wojciecha Młynarskiego Ballada o szewcu Dratewce nawiązuje do Dratewki również jedynie imieniem – treść tak samo wskazuje na legendę o szewcu Skubie.